# Mikhaïl Martychtchenko
Mikhaïl Gavrilovitch Martychtchenko (en russe : Михаил Гаврилович Мартыщенко) est un aviateur soviétique, né le 23 octobre 1912 et mort le 27 août 1997[réf. nécessaire]. Il fut un pilote de chasse et un as de la Seconde Guerre mondiale.

## Carrière
Mikhaïl Martychtchenko est né le 23 octobre 1912 au village cosaque d'Oupornoï (russe : Упорной), dans l'actuel kraï de Krasnodar. En 1929, il obtint un diplôme d'une école professionnelle de Labinsk, puis suivit pendant deux ans des cours d'une école technique de Krasnodar. Il rejoignit les rangs de l'Armée rouge le 10 mai 1931. Il fut envoyé à Ieïsk dans une école de l'aéronavale. En novembre 1939, il était pilote diplômé et promu lieutenant.
En juin 1941, kapitan (capitaine) au 5e régiment de chasse aérienne (5.IAP), il participa aux premiers combats lors de l'invasion de l'Union soviétique par l'Allemagne nazie. Il réalisa un taran dès le 24 juillet, abattant par abordage en plein vol un Junkers Ju 88. Il devait répéter cet exploit trois mois plus tard, en octobre, et descendre un Messerschmitt Bf 109 par taran. Le premier de ces exploits lui avait valu l'ordre de Lénine et un article dithyrambique de l'historien Leonid Sergueïevitch Soboleva, dans la Pravda du 17 août 1941.
En 1943, un incident pour le moins curieux fut à l'origine d'une grave controverse le concernant : il aurait été abattu au cours d'une mission par la Flak, fait prisonnier par les Allemands mais aurait réussi à leur échapper. Beaucoup de ses camarades de l'aéronavale de la flotte de la Baltique, à laquelle il appartenait, mirent en doute son témoignage et allèrent jusqu'à l'accuser d'avoir voulu déserter en livrant son chasseur Lavotchkine La-5 à l'ennemi. Ces rumeurs lui valurent d'être d'abord condamné à mort, puis à 10 ans de prison. En fait il fut rapidement libéré, mais ne revola pas. Quoi qu'il en soit, le titre de Héros de l'Union soviétique, auquel il pouvait largement prétendre, lui fut refusé.
Après la guerre une campagne de réhabilitation entreprise dans le journal Izvestia, fut très largement contestée par ses anciens camarades du front. À ce jour l'affaire n'a toujours pas été résolue. 
Il vécut et travailla à Taganrog, dans une usine de construction aéronautique.

## Palmarès et décorations

### Tableau de chasse
Mikhaïl Martychtchenko est crédité de 18 victoires homologuées, toutes individuelles et dont 2 par taran, obtenues au cours de 285 missions.
Ce total est contesté par l'historien russe Mikhaïl Bykov, qui lui accorde 7 victoires homologuées, dont 5 individuelles et 2 en coopération.

### Décorations
- Ordre de Lénine.